# Tetrastichus lasiopterae
Tetrastichus lasiopterae is een vliesvleugelig insect uit de familie Eulophidae. De wetenschappelijke naam is voor het eerst geldig gepubliceerd in 1881 door Lindeman.